# Xuhua He
Xuhua He (* 1979) ist ein chinesischer Mathematiker.
He studierte Mathematik an der Universität Peking mit dem Bachelor-Abschluss 2001 und wurde 2005 bei George Lusztig am Massachusetts Institute of Technology promoviert (Some subvarieties of the De Concini-Procesi compactification). Als Post-Doktorand war er 2005/06 am Institute for Advanced Study und 2006 bis 2008 Simons Instructor an der State University of New York at Stony Brook. 2008 wurde er Assistant Professor und 2012 Associate Professor an der Hong Kong University of Science and Technology. Er war 2014/19 Professor an der University of Maryland. Ab 2019 ist er Professor an der Chinesische Universität Hongkong.
2016/17 war er von Neumann Fellow am Institute for Advanced Study in Princeton und 2017 Simons Visiting Professor an der Universität Paris Nord.
Er befasst sich mit arithmetischer Geometrie, algebraischen Gruppen, Kombinatorik von Weyl-Gruppen und Darstellungstheorie.
1996 gewann er eine Goldmedaille auf der Internationalen Mathematikolympiade. 2013 erhielt er die Morningside-Medaille in Gold. Er ist eingeladener Sprecher auf dem Internationalen Mathematikerkongress in Rio de Janeiro 2018 (Some results on affine Deligne-Lusztig varieties).

## Schriften (Auswahl)
- Geometric and homological properties of affine Deligne-Lusztig varieties, Annals of Mathematics, Band 179, 2014, S. 367–404, Arxiv
- Affine Deligne Lusztig varieties, ICCM 2013, Taipei, Arxiv
- Hecke algebras and p-adic groups, Current developments in mathematics 2015, International Press, S. 73–13, Arxiv 2016
- mit Geordie Williamson: Soergel calculus and Schubert calculus, in: Lusztig's birthday conference, Special Issue des Bulletin of the Institute of Mathematics Academia Sinica.